# هيو ماكديفيت
هيو ماكديفيت (بالإنجليزية: Hugh McDevitt)‏ هو عالم مناعة أمريكي، ولد في 26 أغسطس 1930 في سينسيناتي في الولايات المتحدة.